# Bielów (Mirocice)
Bielów – część wsi Mirocice w Polsce, położona w województwie świętokrzyskim, w powiecie kieleckim, w gminie Nowa Słupia.
W latach 1975–1998 Bielów administracyjnie należał do województwa kieleckiego.
W roku 1442 w powiecie sandomierskim. Od 1819 w powiecie opatowskim. Od 1470-80 parafia Nowa Słupia (Długosz L.B. II 463, 490).
Początkowo własność szlachecka, następnie konwentu świętokrzyskiego do czasów kasaty klasztoru.
Nazwy lokalne wsi w dokumentach źródłowych: 1369 „Bellow”, 1390, 1444 „Below”, 1414, 1433 „Byelow”, 1437, 1439, 1440, 1441, 1442 „Byelow”, „Byelyow,” 1442, 1449 „Bielow”, 1446 „Byelowska”, 1450 „Byelyow”, „Byelyowiensem”, „Byelowiensem”, 1470-80 „Byelow”, „Byelyow”, „Wyelow”, 1495 „Vilewo”, „Vylewo” [!], 1504 „Byelyow”, „Bijelow”, 1510 „Bÿelow”, 1529, 1530, 1531 „Byelow”, 1532 „Bÿeloff”, 1540 „Byelyow”, 1553 „Bielow”, 1564-5 „Bylyow”, 1569, 1571 „Bieliow”, 1577 „Bielow”, 1578 „Biellow”, 1629 „Bielow”, 1650, 1651 „Bielow”, w Bielowie, Biełowianie, 1789 „Bilow”, 1819 „Bielów”, 1827 „Bilów”.
W wieku XV także „Wilewo” (nazwa używana przez Długosza), jeszcze w XIX wieku używano zamiennie nazwy Bielów i Bilów. Ostatecznie po roku 1827 utrwaliła się obecnie brzmiąca nazwa wsi Bielów.

## Topografia okolic, opisanie granic
- 1437 – do Bielowa włączona zostaje część Bostowa, mianowicie cała w Dębnicy, z zaroślami, lasami, łąkami[10], a także dąbrowa (merica) z rolą w Bostowie, od granic klasztorowi świętokrzyskiemu do rzeczki Dębnicy („Dambnicza” – obecnie potok Dębianka.)[11][12],
- 1439 – granica z należącymi do klasztoru Mirocicami prowadzi od narożnicy między Bostowem, Bielowem i Mirocicami wzdłuż rzeczki Pokrzywianki (Koprzywianka), omijając staw Bartłomieja z Bielowa brzegiem do starego kopca granicznego przy drodze z Mirocic do młyna Bartłomieja z Bielowa naprzeciw grobli wyżej wymienionego stawu. Dalej wzdłuż potoku „Zaszronin” przez drogę ze → Słupi [Nowej] do Bodzentyna, do końca łąk należących do Mirocic w kierunku Bielowa, omijając mały staw położony koło dworu Bartłomieja, do ścieżki z Bielowa na Święty Krzyż, a stąd do wielkiego lasu k. góry [Łyśca] i dalej strumieniem do kopca granicznego między Huciskiem i Bielowem, następnie do dąbrowy (merica) Rudka należącej do klasztoru, gdzie koniec rozgraniczenia[13],
- 1442 – granica między wsiami klasztorowi świętokrzyskiemu Bielów i Mirocice a częścią Bostowa należącą do Jana z Bostowa wiedzie w dużej odległości od granic posiadłości Niemierzy z Bostowa i jego braci oraz ich potomstwa, nie narusza granic włości klasztoru. Prowadzi do narożnicy, czyli „wjezdnicy”. wzdłuż znaków „alias pasmukem” do lasu, czyli łęgu, a stąd przez łęg do potoku Dębnica[14],
- 1446 – do Bielowa włączone zostają łąki leżące między potokiem Dębnica płynącym z wsi Jeziorko a dziedzictwem „Bielowska”[15]
- 1450 – do Bielowa włączone zostają zarośla należące do Jarosława z Bostowa, leżące koło stawu bielowsko-mirocickiego, ciągnące się od wiązu, który rozdziela działy Jana, brata stryjecznego Jarosława, i śp. Niemierzy jego brata rodzonego, dalej od strony wiązu (wyanz) i w górę do dębu, a następnie w dół do stawu[16],
- 1470-80 – graniczy z Jeziorkiem, Bostowem, Baszowicami, Słupią Nową (Długosz L.B. III 233),
- 1696 – Michał Tymiński z Bostowa wyprocesował od klasztoru świętokrzyskiego grunty przy drodze bostowskiej za wiązem, aż do grobli stawu bielowskiego[17],
- 1801 – graniczy z Jeziorkiem[18].

## Kalendarium własności, przywileje i obciążenia ekonomiczne
Własność szlachecka, od 1441 r. (czy w całości?, nie ma co do tego pewności – przypis autorów słownika) klasztoru świętokrzyskiego
- 1369 – Piotr z Bielowa wymieniony wśród familii Stefana opata świętokrzyskiego[19]
- 1390 – bracia Jan, Pietrasz i Marcin, synowie Cedra, sprzedają Paszkowi z Bostowa swoją część Bielowa za 40 grzywien[20][21][22];
- 1414 – dziedzicem jest Piotr z Bielowa herbu Ostoja[23];
- 1433 – dziedzicem jest Jan z Bielowa[24]
- 1404 – Jachna wdowa po Paszku z Bostowa z dziećmi Katarzyną, Elżbietą, Mikołajem i Paszkiem odstępują Bartłomiejowi synowi Jachny całą część w Bielowie z młynem i stawem oraz sołectwo w Krzyżu[25].
- 1404 – 1450 – dziedzicem jest Bartłomiej Bostowski z Bielowa i Bostowa herbu Bielawa (w rzeczywistości Bielina) (Długosz L.B. II 463 III 233)[26][27][28][29][30],
- 1414 – sąd ziemi sandomierskiej stwierdza na podstawie wpisu do księgi sądowej, że Bartłomiej z Bielowa kupił od Heleny wdowie po Macieju z Nieczmirza [?] jej część matczyną w Bielowie za 20 grzywien[31][32][33],
- 1437 – Bartłomiej z Bielowa kupił od Jana z Bostowa część Bostowa zwaną Dębnica za 40 grzywien[34] oraz od tegoż za tę samą sumę dąbrowę z rolą w Bostowie[11][12], a od Elżbiety żony Piotra z Iłży część Bielowa za 20 grzywien[35],
- 1439 – Bartłomiej z Bielowa zobowiązuje się zwrócić klasztorowi świętokrzyskiemu 37 grzywien do najbliższego Bożego Narodzenia [25 XII][36],
- 1440 – tenże Bartłomiej kupuje za 100 grzywien od swego bratanka Niemierzy z Bostowa część Bielowa, którą za taką samą sumę nabył kiedyś od Jana s. Wawrzyńca z Bielowa Mikołaj, ojciec Niemierzy[37],
- 1441 – Bartłomiej z Bielowa kwituje (z należnych im z tytułu dziedziczenia część Bielowa) swoim córkom: Jachnie żonie Mikołaja z Łazisk[38], Katarzynie, żonie Mikołaja Kazuskiego (ib. 1059)[39] i Małgorzacie, żonie Tomasza z Kochowa[40],
- 1441 – Bartłomiej z Bielowa z żoną Heleną sprzedaje za 700 grzywien klasztorowi świętokrzyskiemu wieś Bielów wraz z tym, co kupił od swego bratanka Jana z Bostowa, transakcję zatwierdził król[41] (Długosz L.B. II 463 III 233),
- 1441 – Jan z Bostowa rezygnuje na rzecz klasztoru ze swych praw w Bielowie[42],
- 1441 – Anna, żona Andrzeja z Warszowa (obecnie Warszówek), córka Bartłomieja z Bielowa, rezygnuje za odszkodowaniem ze swych praw w Bielowie na rzecz klasztoru[43],
- 1442 – własność jak Baszowice,
- 1444 – szlachcic Mikołaj z Bielowa[44],
- 1446 – Niemierza z Bostowa w połowie darowuje, w drugiej połowie sprzedaje za 23 grzywien klasztorowi świętokrzyskiemu łąki między potokiem Dębnica i dziedzictwem bielowskim[45],
- 1450 – Jarosław z Bostowa w połowie darowuje, w drugiej połowie sprzedaje za 12 grzywien klasztorowi świętokrzyskiemu zarośla koło stawu bielowsko-mirocickiego[16],
- 1470-80 – własność klasztoru świętokrzyskiego, który otrzymał go z nadania bezdzietnego Bartłomieja Bostowskiego herbu Bielawa lub Bielów 5 łanów kmiecych, 1 zagroda z rolą, 4 stawy: „Nalanszny”, „Orzeszny”, „Forzstkonis” oraz młyn klasztorny ze stawem i rolą. Kmiecie płacą po 1 wiardunek czynszu, dają po 30 jaj, 2 koguty oraz sep: po 2 korce żyta i 3 korce owsa, pracują po 1 dniu tygodniu własnym wozem lub pługiem, odrabiają powabę wiosenną i zimową. Młynarz płaci z roli 4 grzywny czynszu oraz miele zboże klasztorne (Długosz L.B. III 233 II 463, 490),
- 1495 – Jakub Drozdowski z Wilewa odstępuje Janowi synowi Abrahama część Wilewa, którą otrzymał od Katarzyny, córki Pawła Pachnickiego z Wilewa[46], in dorso „in Bielow”[a],
- 1504 – pobór z 2,5 łana i od 1 zagrodników[47], podobnie w roku 1506,
- 1510 – pobór z 2 łana[48],
- 1529 – należy do stołu konwentu, daje 1 grzywnę czynszu[49],
- 1529 – własność klasztoru świętokrzyskiego, pobór z 2,5 łana i karczmy,
- 1530-2 pobór z 2 łanów i karczmy[50],
- 1553 – pobór płacono jak w Baszowicach,
- 1564-5 własność klasztoru[51],
- 1569, 1571 – własność opata, pobór z 2,5 łana i od 1 zagrodnika z ogrodem, karczma nie płaci poboru[52],
- 1577 – własność opata, pobór od 5 kmieci na 2,5 łanach, 1 zagrodnik z ogrodem, karczma opustoszała[53]
- 1578 – własność konwentu, pobór od 5 kmieci na 2,5 łanach i 1 zagrodnika z rolą[54][55],
- 1629 – własność konwentu, pobór od 6 kmieci na 2,5 łanach i 1 zagrodnika z rolą[56],
- 1650 – konwent świętokrzyski daje pobór z 8 domów, od 6 kmieci na 2,5 ł. i 1 zagrodnika z rolą[57],
- 1651 – należy do stołu konwentu, 5 kmieci 3 zagrodników, 2 chałupników, 1 tkacz. Powinności poddanych tak jak w Baszowicach. Tkacz płacił 10 florenów i 2 grosze czynszu, pomocne z innymi, teraz przyjął rolę, z której odrabia 1 dzień tygodniowo[58],
- 1662 – własność konwentu, pogłówne od 59 mieszkańców[59],
- 1673 – pogłówne od 51 mieszkańców[60],
- 1674 – pogłówne od 46 mieszkańców[61],
- 1691-1692 – płacone jak w Baszowicach,
- 1787 – Bielów liczył 58 mieszkańców (Spis I 399 118),
- 1819 – należy do stołu konwentu[62],
- 1827 – posiadał 10 domów i 91 mieszkańców (Tabela I 23).

## Kościół, dziesięciny
Dziesięcina należy do plebana w Świętomarzy.
- 1470-80 – z całej wsi dziesięcina snopowa i konopna wartości do 5 grzywien dowożą plebanowi ze Świętomarzy (Długosz L.B. II 463, 490 III 233)
- 1529 – dziesięcina snopowa wartości 4 grzywien należy do plebana ze Świętomarzy[63]
- 1533 – pleban ze Świętomarzy bezskutecznie domaga się od klasztoru świętokrzyskiego 4 garnców wina rocznie za dziesięcinę z gruntów młynarskich w Bielowie[64]
- 1540 – dziesięcina należy do plebana Świętomarzy[65]
- 1822 – dziesięcina snopowa należy do tegoż plebana[66]